# Соната си минор (Лист)

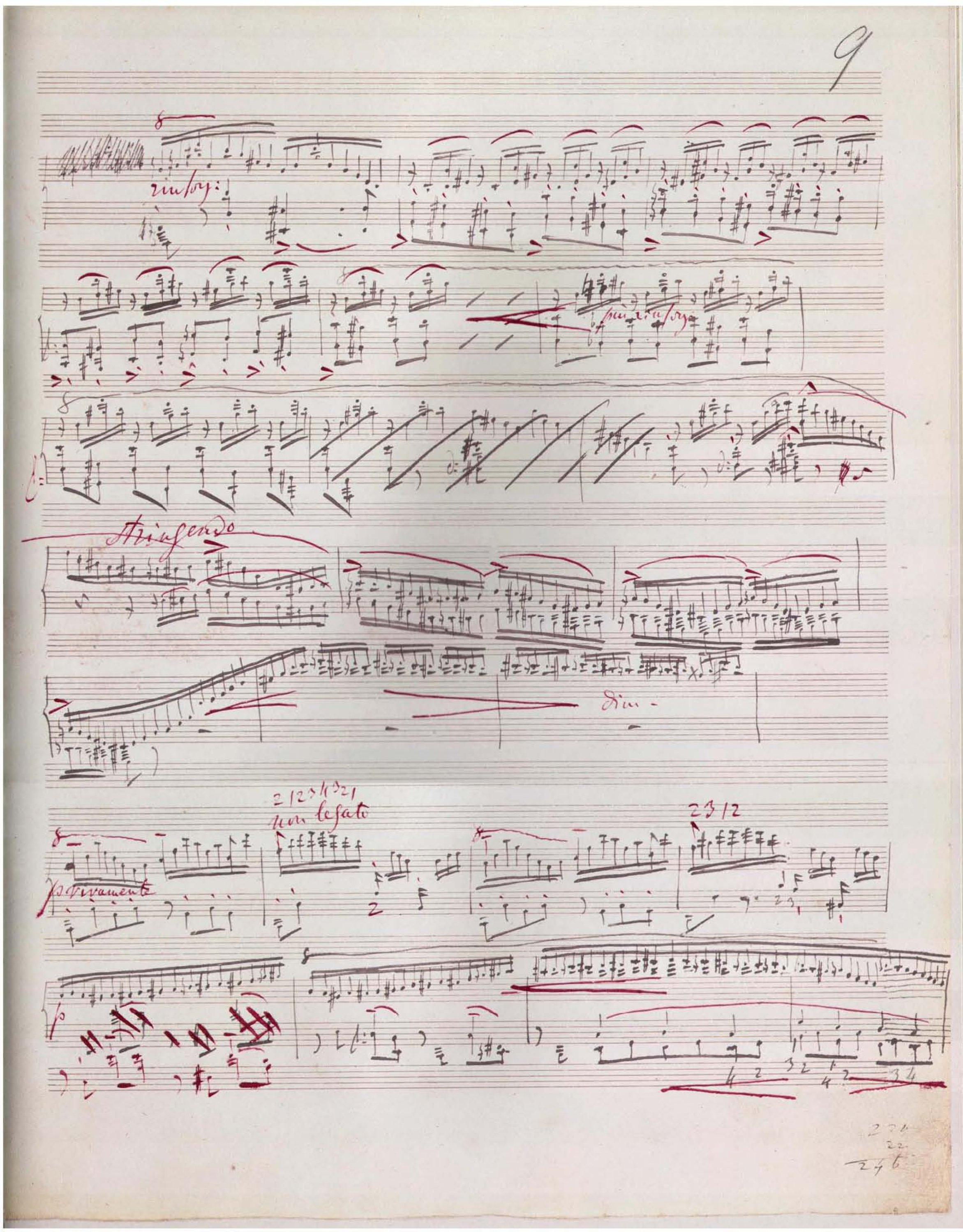
Оригинальная рукопись Листа

Соната для фортепиано си-минор S.178 (1852—1853) — одно из наиболее значимых фортепианных сочинений композитора Ференца Листа. Посвящена Роберту Шуману. Впервые исполнена Гансом фон Бюловом.

## История написания

### Появление сонаты
Соната появилась в печати с посвящением Р. Шуману в ответ на посвящение последним Ф. Листу своей Фантазии до мажор (англ. Fantasie in C), которую Лист любил, исполнял на дружеских встречах с самим Шуманом и включил в свой преподавательский репертуар. Однако Лист никогда не исполнял её публично.
Предположительно, Лист написал сонату си минор под большим влиянием Большой сонаты си минор Ш. Алькана «Четыре возраста» op.33, которая появилась на несколько лет раньше (в 1848 году), особенно второй части ре-диез минор «Словно Фауст». В обеих сонатах очень много точек пересечения — и фаустовская программа, и концепция, и темы Фауста, Мефистофеля, самого Дьявола, как зеркальное отображение Фауста, которая плавно переходит в тему «изгнания Дьявола» в виде фугато, а кроме того, «тональная незамкнутость» и частое чередование си минора и си мажора, полутоновые сочетания тональностей (в сонате Алькана это соответственно сочетание си минора, ре-диез минора, соль мажора и соль-диез минора). Но, в отличие от Листа, в сонате Алькана более обширная программа, Фаусту и Мефистофелю посвящена всего лишь вторая часть, в сонате же Листа программа охватывает всю сонату целиком. Известно, что Лист поддерживал с Альканом дружеские отношения, познакомившись с ним в Париже в 1830-х гг., очень уважал его творчество и даже играл его произведения, в том числе и сонату «Четыре возраста», но при Алькане их играть не мог, так как, как и многие в то время, считал, что Алькан обладал большей техникой. Известно, что Лист долгое время не афишировал программу сонаты, возможно из-за сходства с Альканом.

### История исполнения
Первым исполнителем сонаты был не автор, а его зять, выдающийся дирижёр и пианист Ганс фон Бюлов. Произошло это спустя четыре года после создания сонаты — 27 января 1857 года в Берлине. Мнения музыкантов резко разделились.

### Критика
Музыкальный критик Эдуард Ганслик отрицательно отозвался о сонате. И. Брамс заснул во время исполнения. Немецкая «Nationalzeitung» подытожила: «Соната — приглашение к свисту и топоту».
Антон Рубинштейн критически отнёсся к новому произведению, однако впоследствии включил его в свой репертуар. Он прокомментировал исполнение сонаты в одной из лекций своего огромного цикла по истории фортепианной литературы: «Соната — самое его серьёзное фортепианное сочинение, по крайней мере по названию. Соната требует признания формы, нуждается в известном классицизме, а ничего подобного в сонате Листа нет. В ней чувствуется «новое веяние, стремление к новым формам», которое заключалось в том, чтобы всю сонату, всю симфонию написать на одной, а всю оперу — на трёх темах. Правда, тема видоизменяется; она представляется то грандиозной, то грациозной, то серьёзной, то шутливой, то драматической, то лирической, то сильной, то мягкой; но от этого общее настроение и цельность впечатления теряются, и сочинение превращается в более или менее интересную импровизацию. «Более же или менее, — прибавил г. Рубинштейн не без некоторого ехидства, — предоставляю судить вам».
Сонату си-минор часто называют «фаустовской», противопоставляя более ранней «дантовской» (из 2-го «Года странствий»). Её содержание раскрывается в одночастно-циклической форме. Это одна из разновидностей романтических свободных форм: отдельные сонатные разделы здесь как бы «сжимаются» в одну часть. Сложность формы обусловлена философской насыщенностью содержания.

## Строение сонаты
| Экспозиция              | Разработка                  | Реприза                              | Кода                                |
| ----------------------- | --------------------------- | ------------------------------------ | ----------------------------------- |
| Вступление              | Andante sostenuto (Fis-dur) | Главная партия (h-moll)              | Первая тема побочной партии (H-dur) |
| Главная партия (h-moll) | Фугато (b-moll)             | Побочная партия (H-dur)              | Тема медленного эпизода (H-dur)     |
| Побочная партия (D-dur) | -                           | Заключительная партия (Quasi presto) | Тема главной партии                 |
| Заключительная партия   | -                           | -                                    | Тема вступления                     |

### Экспозиция
Тема вступления ассоциируется с излюбленными романтиками образами судьбы, рока. В первом своем проведении она звучит мрачно, сурово; далее, неоднократно возвращаясь, эта тема неоднократно трансформируется.

В музыке главной партии воплощён противоречивый, сложный внутренний мир «героя» сонаты — его героические порывы, высокие стремления («фаустовское» начало) и, вместе с тем, глубокие сомнения, ирония («мефистофельское» начало).
Главная партия дана в конфликтном единстве двух элементов: ГП1 характеризуется волевым характером (передаёт острый ритм, унисонные возгласы в широком диапазоне); ГП2 — сохраняется энергия и неустойчивость, но она отличается большей зловещностью и мрачностью.
Обе темы главной партии получают в экспозиции широкое развитие.
ПП также контрастна. Состоит из двух тем. Первая (ПП1) — торжественная, гимническая, просветлённая, в мощных аккордах устремляется ввысь; вторая (ПП2, резко трансформированная ГП2) — лирическая, певучая, трепетная, родственная любовным образам Листа.
Заключительная партия отличается уверенной маршевостью, компактным аккордовым изложением; активна и энергична. Необычная её особенность — основная тональность си-минор, которая объясняется внутренней цикличностью сонаты (завершилась как бы «I часть» цикла).

### Разработка
Присутствуют несколько самостоятельных разделов:
I — вступительный — строится на новом проведении темы вступления и ГП1 (обе темы звучат очень грозно, устрашающе);
II — диалог омрачённой, драматизированной ПП1, которая утратила прежнюю величавую размеренность, и взволнованного речитатива, подобного мольбе. Постепенно поочередный диалог переходит в контрастную полифонию — одновременно звучат обе темы главной партии;
III — центральный раздел разработки — эпизод Andante sostenuto, замещающий медленную часть цикла. Andante наделено самостоятельной формой — это миниатюрная соната («соната в сонате»). Её главная тема является абсолютно новой, а в качестве побочной используется близкая ей по духу ПП2 «тема Маргариты».
IV — заключительный раздел разработки — фугато в си-бемоль миноре, передано негативное начало. В основе фугато — обе темы главной партии, которые проводятся без контраста. Фугато выполняет функцию скерцо. От Andante оно отделено опять-таки темой вступления. Последние такты фугато на большой динамике вливаются в репризу сонаты.

### Реприза
Все темы представлены в изменённом виде. С заключительной партии начинается гигантский подъём — готовится генеральная кульминация всего произведения.

### Кода
Кульминация строится на нескольких темах. Сначала — ПП1, проходит в аккордовом изложении, передает удары молота.
Возникает мечтательная тема Andante (си-мажор). Далее проходят обе темы главной партии, причём в ГП1 («фаустовской»), уже не слышно ни порывов, ни стремлений.
Проходит роковая тема вступления, которая обрамляет всю сонату, символизируя чувство безысходности.